# Панфилов, Андрей Фотиевич
Андрей Фотиевич Панфилов (1857 —1919) — ветеринарный фельдшер, депутат Государственной думы II созыва от области Войска Донского.

## Биография

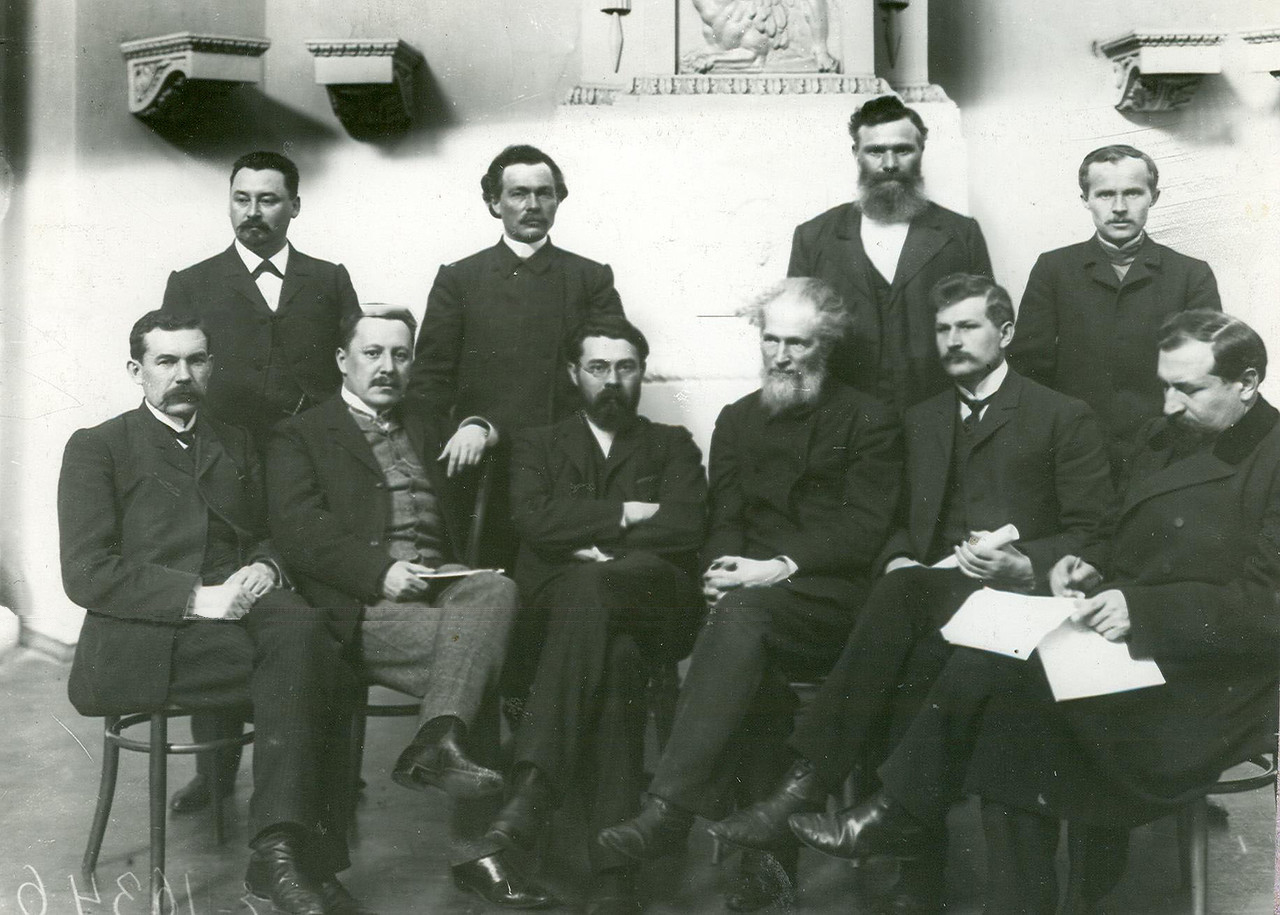
Члены Государственной думы II созыва от области Войска Донского. Стоят: К. П. Каклюгин, А. Ф. Панфилов, А. Г. Афанасьев, Н. В. Фомин. Сидят: М. С. Воронков, А. И. Петровский, В. А. Харламов, А. С. Петров, И. И. Ушаков, М. П. Араканцев

По происхождению казак Казанской станицы Области войска Донского. Выпускник военно-фельдшерской школы; служил ветеринарным фельдшером. Имел чин урядника. В течение 7 лет был заведующим военно-конским участком по мобилизации войск. Служил уполномоченным по продовольствию для голодающих. Владелец водяной мельницы с годовым доходом от нее в 1,5 тысячи рублей. Занимался сельским хозяйством. В момент выборов в Думу оставался беспартийным.
6 февраля 1907 года избран во II Государственную думу от общего состава выборщиков Области войска Донского избирательного собрания. Вошёл в состав Казачьей группы, а с марта по апрель и в Конституционно-демократическую фракцию.
Убит выстрелом из ружья односельчанином на пороге своего дома 1 марта 1919 года.

### Архивы
- Российский государственный исторический архив. Фонд 1278. Опись 1 (2-й созыв). Дело 318; Дело 547. Лист 13.